# Nicolás Gorosito
Nicolás Ezequiel Gorosito (ur. 17 sierpnia 1988 w Rafaeli) – argentyński piłkarz z obywatelstwem słowackim występujący na pozycji środkowego obrońcy w FC Košice.